# Maggy Moreno
Margarida „Maggy” Moreno Sánchez (ur. 3 kwietnia 1968) – andorska skoczkini wzwyż, olimpijka. Brała udział w igrzyskach w roku 1992 (Barcelona). Nie zdobyła żadnych medali.

## Letnie Igrzyska Olimpijskie 1992 w Barcelonie
| Konkurencja | Eliminacje | Eliminacje | Finał                  | Finał                  |
| Konkurencja | Punkty     | Miejsce    | Punkty                 | Miejsce                |
| ----------- | ---------- | ---------- | ---------------------- | ---------------------- |
| Skok wzwyż  | 1,70       | 41.        | → Nie awansowała dalej | → Nie awansowała dalej |